# 叶夫根尼·叶夫根尼耶维奇·马尔琴科
叶夫根尼·叶夫根尼耶维奇·马尔琴科（羅馬化：Yevgeniy Yevgen'yevich Marchenko；1972年7月17日—）是俄罗斯政治人物，第七届和第八届国家杜马的代表。
2021年11月11日，马尔琴科因投票反对2021年10月28日一读通过的预算草案而被排除在统一俄罗斯党之外，该草案得到统一俄罗斯党派系的一致支持。据党代表称，马尔琴科因此违反了章程规范和派系规定。

## 制裁
马尔琴科于2022年因俄乌战争而受到英国政府制裁。